# Nostell Priory

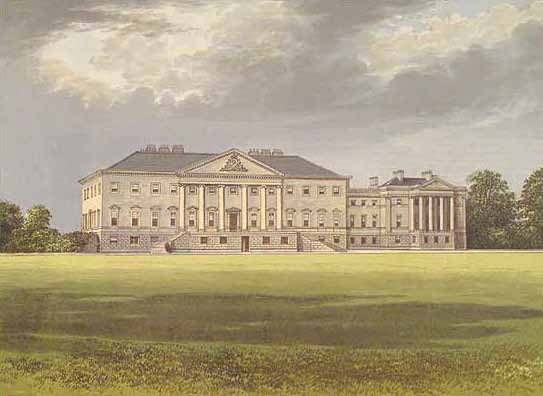
Nostell Priory (1880)

Nostell Priory ist ein Herrenhaus im Dorf Nostell bei Crofton in der Nähe von Wakefield in der englischen Verwaltungseinheit West Yorkshire. Das Haus wurde 1733 im palladianistischen Stil für die Familie Winn auf dem Gelände eines ehemaligen, mittelalterlichen Priorats errichtet. Das Herrenhaus und sein Inhalt wurden 1953 von den Treuhändern des Anwesens und Rowland Winn dem National Trust überlassen.

## Geschichte

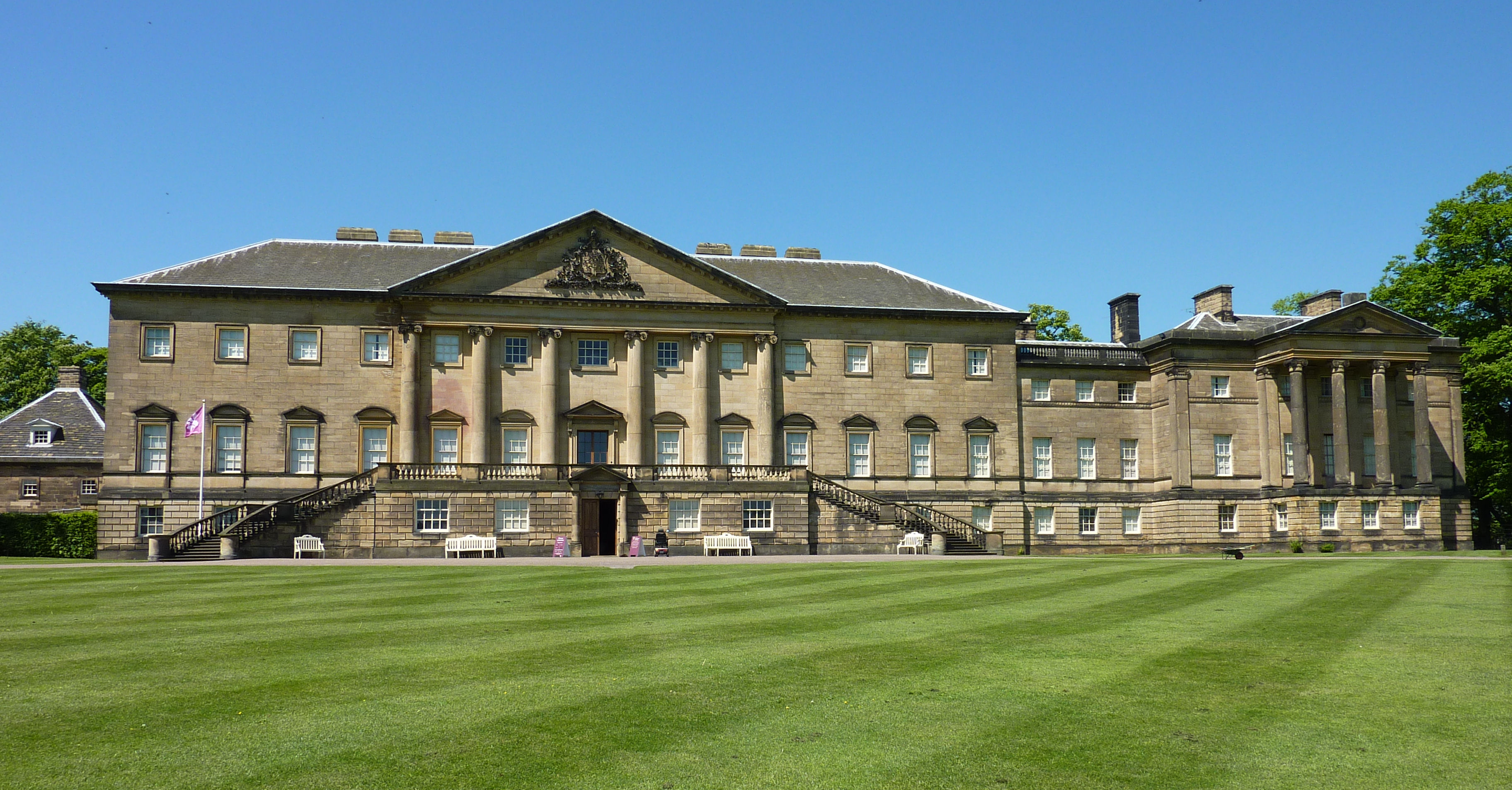
Nostell Priory – Frontfassade

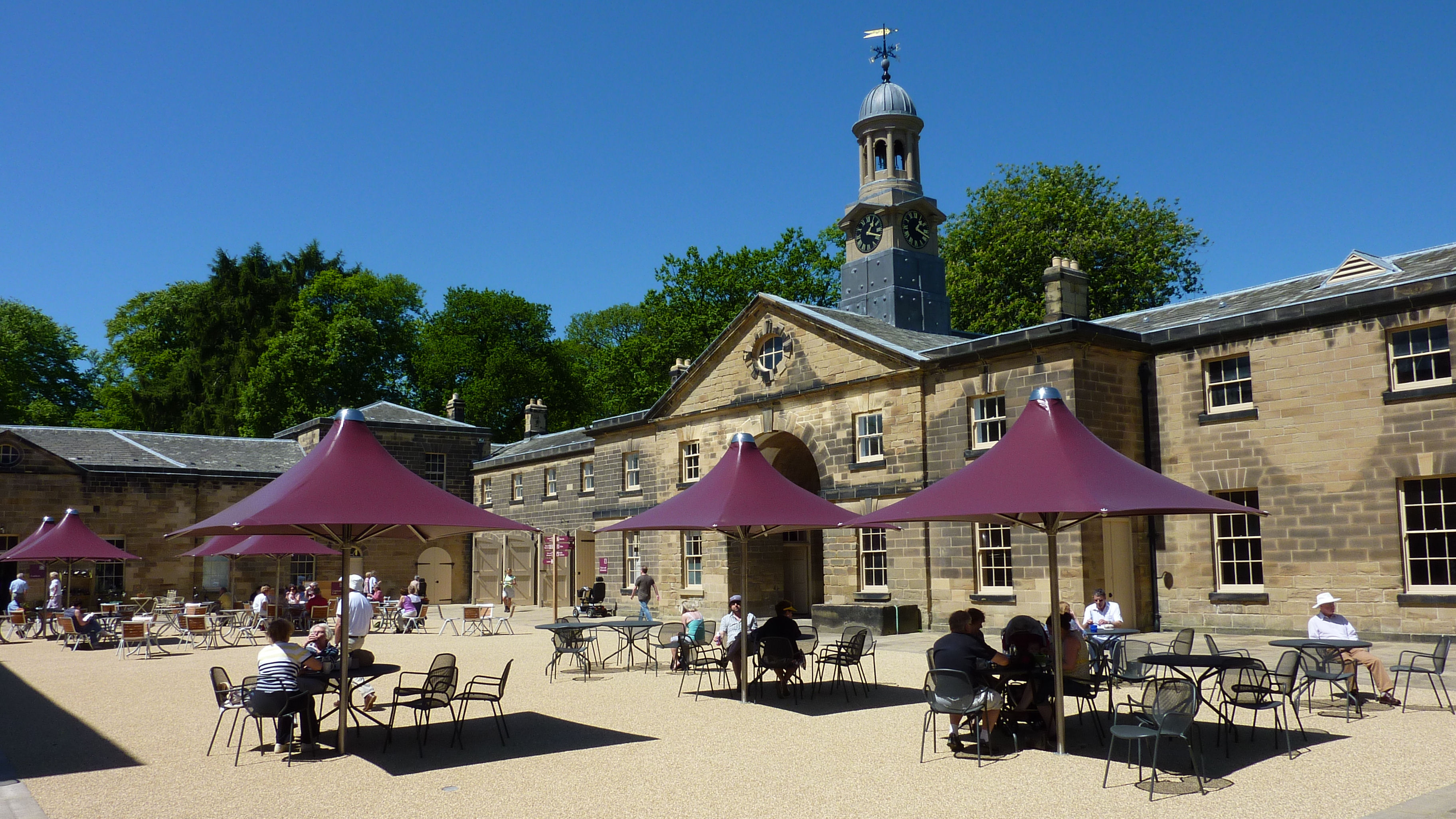
Stallungen und Hof

Das Anwesen gehörte der Familie Gargrave, nachdem es Sir Thomas Gargrave, Speaker des House of Commons, 1567 von James Blount, 6. Baron Mountjoy, für 3560 Pfund Sterling gekauft hatte.
1654 kaufte der Londoner Ratsherr Sir Rowland Winn das Anwesen, nachdem der bisherige Eigentümer 1650 bankrott erklärt wurde. Der Bau des heutigen Hauses begann 1733 und die Möbel, Einrichtungsgegenstände und Dekorationen, die für dieses Haus angefertigt wurden, verblieben bis heute dort. Die Winns waren Tuchhändler in London, George Wynne of Gwydir wurde zum Königlichen Tuchhändler für Elisabeth I. ernannt; sein Enkel, Sir George Winn, erhielt 1660 den erblichen Adelstitel eines Baronet, of Nostel, und seine Familie verdankte in der Folge ihren Reichtum der Kohle unter dem Anwesen und später der Verpachtung von Land in Lincolnshire für den Eisenerzbergbau während der industriellen Revolution.
Das Herrenhaus entwarf James Paine für Sir Rowland Winn, 4. Baronet, auf dem Grundstück einer Priorei aus dem 12. Jahrhundert, die dem Heiligen Oswald geweiht war. Robert Adam wurde beauftragt, zusätzliche Flügel anzubauen, aber nur einer dieser Flügel wurde fertiggestellt. Außerdem sollte er die Paradezimmer fertigstellen. Adam fügte eine doppelte Freitreppe an die Front des Hauses an und entwarf Gebäude auf dem Anwesen, wie zum Beispiel die Stallungen.
In Nostell Priory findet sich eine große Sammlung von Chippendale-Möbeln, die alle speziell für dieses Haus angefertigt wurden. Thomas Chippendale wurde 1718 in Otley geboren und hatte seine Werkstatt in der St Martins Lane in London. Die Kunstsammlung der Nostell Priory enthält zum Beispiel die Kalvarienprozession von Pieter Brueghel dem Jüngeren, William Hogarths Szene aus Shakespeares The Tempest – die erste Abbildung einer Bühnenszene von Shakespeare überhaupt – und ein Selbstporträt von Angelika Kauffmann, sowie eine von Rowland Lockey erstellte Kopie des Holbein-Gemäldes von Sir Thomas Morus und seiner Familie (Original von etwa 1527, aber heute nicht mehr erhalten). Diese Kopie wurde 1592 von Thomas Morus’ Familie erworben und kam im 18. Jahrhundert in die Nostell Priory. Sie soll die dem zerstörten Original ähnlichste Kopie des Werkes sein.
Eine Bodenstanduhr mit fast vollständigem, hölzernen Mechanismus, 1717 von John Harrison hergestellt, findet sich im Billardraum. Harrison, dessen Vater Henry vermutlich der Hausschreiner der Nostell Priory war, wurde nur 800 Meter entfernt von dem Anwesen geboren. Man nannte ihn „John Longitude Harrison“, da er sein Leben dem Problem der Findung des Längengrades auf See gewidmet und einen genauen Zeitmesser für die Seefahrt entwickelt hatte. Dieser Zeitmesser wurde als H4 bekannt und ist im Royal Greenwich Observatory in London zu sehen.
Im August 1984 gab es auf dem Anwesen ein von der Theakston Brewery gesponsertes Festival. Obwohl dies ein kommerzielles Festival war, organisierte der „Peace Convoy“ ein „Free Festival“ unmittelbar daneben. Polizeikräfte wurden mobilisiert, um diesen Aspekt des Festivals zu verhindern.
Im Mai 2007 wurde eine Möbelgruppe von Waring & Gillow nach Restaurierung in das Herrenhaus zurückgebracht. Diese Stücke schmücken nun den Wandteppichraum, ebenso wie ein Paar großer venezianischer Vasen aus Holz mit eingelegtem Elfenbein und Halbedelsteinen.
Die von Adam gebauten Stallungen wurden einer größeren Renovierungsmaßnahme unterzogen und bilden nun ein Besucherzentrum für das Haus und den Landschaftsgarten.
Im Juni 2009 wurde eine Flucht von Schlafräumen im Obergeschoss dem National Trust übergeben. Diese Schlafräume, die von den Winns genutzt worden waren, waren nie vorher öffentlich zugänglich. Sie enthalten originale Einrichtungsgegenstände, zum Beispiel ein Regency-Himmelbett und eine Reihe viktorianischer Schlafzimmereinrichtungen. Ein weiterer Raum, der heute öffentlich zugänglich ist, ist die Geschirrkammer mit einer Ausstellung des Familiensilbers der Winns in den angrenzenden Stahlschränken.

## Anwesen

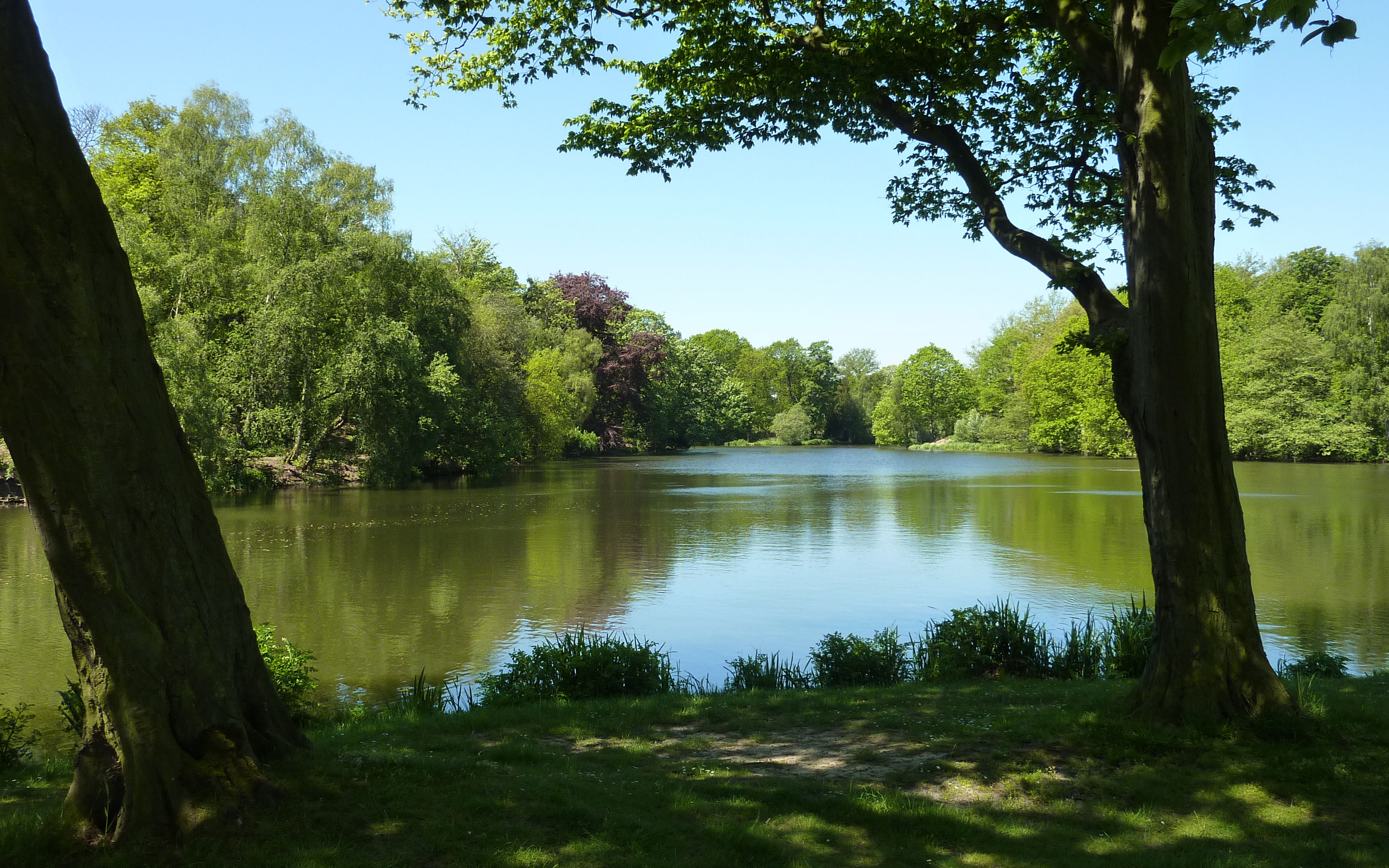
Der untere See der Nostell Priory

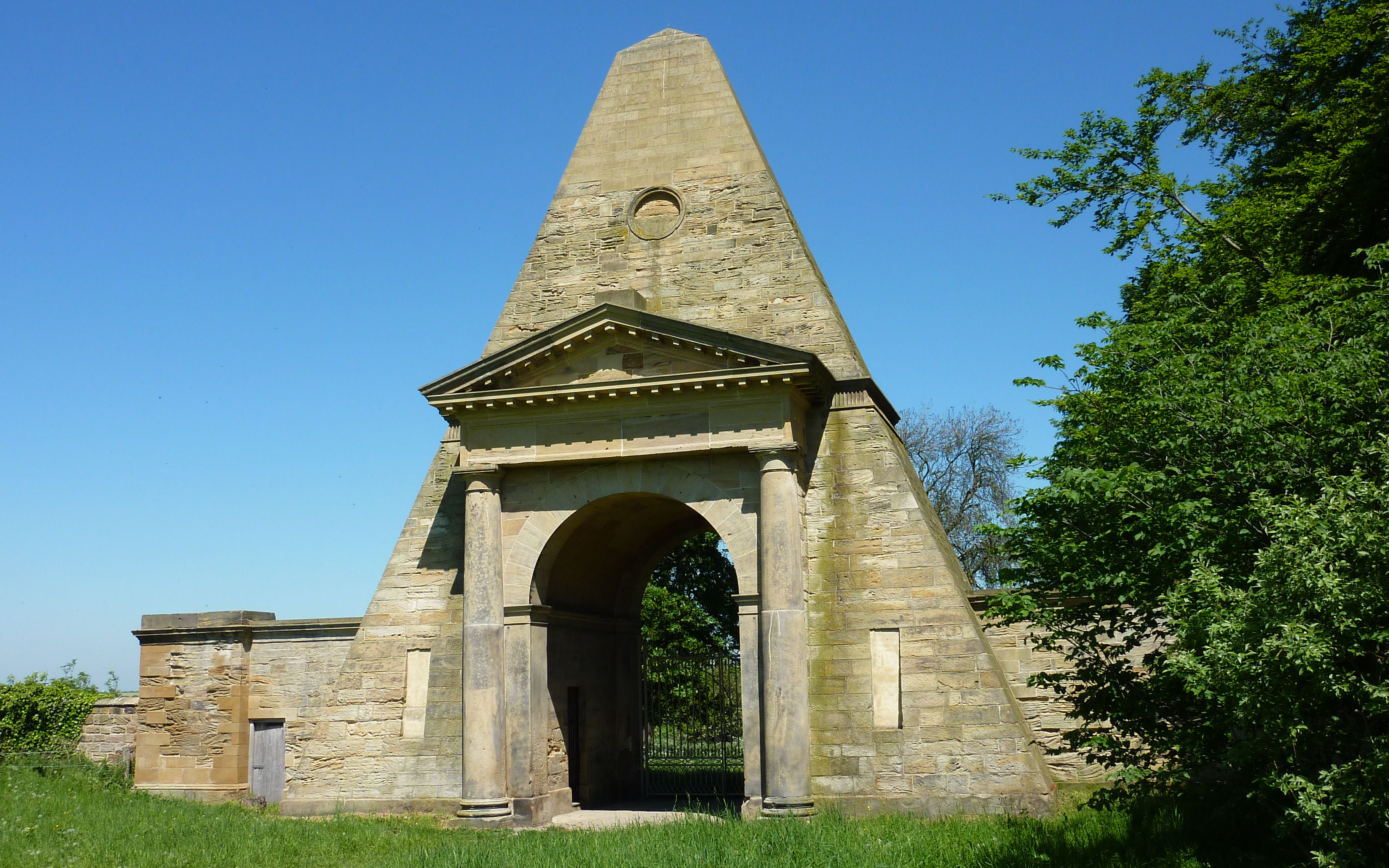
Obelisk Lodge der Nostell Priory

Das Anwesen der Nostell Priory besteht aus 121 Hektar Landschaftsgarten. Dort gibt es Uferwege an Seen entlang und eine Sammlung von Rhododendren und Azaleen. Die Hauptfassade des Herrenhauses zeigt nach Osten auf eine Rasenfläche. Der Rasen im Wesen des Hauses führt zu einem See hin. Im Landschaftsgarten finden sich Wege an Seen entlang und durch lichten Wald, Ausblicke von der Druid's Bridge und Wege zur restaurierten Obelisk Lodge durch Wildblumenwiesen. Den Park kaufte der National Trust von Lord St Oswald mit Mitteln aus dem Heritage Lottery Fund. Dieser Zuschuss ermöglichte dem National Trust auch den Kauf von Gemälden, Büchern und Möbeln von der Familie.
Die große Rasenfläche und die unteren Felder im Osten der Nostell Priory wurden über die Jahre für zahlreiche große und kleine Veranstaltungen genutzt, aber das Central Yorkshire Scout County brachte 2000 eine vollkommen neue Idee der Nutzung ins Spiel. Die Organisation wählte die Nostell Priory für ihr „Millenium Camp“, das etwa 2500 Besucher aus der Pfadfindergemeinde von Yorkshire anzog. Während der 12-monatigen Vorbereitungsphase überzeugte Jon Potter, Angestellter von Yorkshire Water seinen Arbeitgeber, kostenlos eine unterirdische Hochdruckwasserleitung mit Zapfstellen auf dem gesamten östlichen Teil des Anwesens zu installieren. Dies war eine große Hilfe für die Verwaltung der Nostell Priory, die sich schon überlegt hatte, wie sie solch eine Verbesserung wohl finanzieren könnte.
2012 berichtete die BBC, dass die Planungsgenehmigung für eine neue Operationsbasis der Yorkshire Air Ambulance (deutsch: Flugrettung Yorkshire) auf dem Anwesen erteilt worden war. Der neue Hubschrauberlandeplatz mit Hangar und Aufenthaltsraum für die Crews wurde im Sommer 2013 in Betrieb genommen. Er ersetzte die frühere Einrichtung am Leeds Bradford International Airport.

## Geschichte der Priorei
Die Priorei war eine Gründung der Augustiner im 12. Jahrhundert, die dem Heiligen Oswald geweiht war und anfangs von Robert de Lacy aus Pontefract und Thurstan aus York unterstützt wurde. Um 1114 war Adlulf, der Beichtvater von König Heinrich I., Prior einer Gruppe von Regularkanonikern in Nostell. Im Zuge der Auflösung der englischen Klöster wurde die Priorei 1540 geschlossen. Nach der Auflösung der Priorei kamen deren Ländereien in den Besitz von Thomas Gargrave, einem High Sheriff of Yorkshire, Speaker des House of Commons und Präsident des Council of the North.